# Club Universidad Nacional
El Club Universidad Nacional, A.C. conocido popularmente como los Pumas de la UNAM, es un equipo de fútbol profesional de la Primera División de México, fundado el 2 de agosto de 1954. Es propiedad de la misma Universidad Nacional Autónoma de México tal cual cita su acta constitutiva, pero es el patronato, desde 1977, quien administra y financia al club para no generar una carga para la misma universidad. Dicho patronato es una asociación civil conformada por universitarios destacados y empresarios, en donde el rector de la UNAM funge como presidente honorario.
La elección del presidente del club se decide por medio del patronato a través de la asamblea de socios del mismo club. Juega sus partidos como local en el Estadio Olímpico Universitario de la Ciudad de México y sus colores tradicionales son el azul y el dorado.
El equipo ha ganado siete campeonatos de Liga, lo que lo ubica séptimo en la historia. Ha obtenido tres Copas de Campeones de la Concacaf, siendo el quinto equipo mexicano que más veces la ha conseguido detrás de América, Cruz Azul, Pachuca y Monterrey. Además, acumula en sus logros un título de Copa México, dos de Campeón de Campeones, una Copa Interamericana y un subcampeonato en la Copa Sudamericana.
Fue el tercer equipo más popular de México detrás del Club América y el Club Deportivo Guadalajara, según las encuestas realizadas por Grupo Reforma y Consulta Mitofsky, desde el año 2013 al 2017; no obstante, considerando las mismas fuentes encuestadoras, cayó al cuarto y quinto lugar en 2018 y 2019 respectivamente.En 2024 un estudio realizado por Nielsen Sports ubicó al club universitario en el cuarto puesto de los equipos con más seguidores del país.
Es uno de los cuatro clubes que aún permanecen en el máximo circuito, después de su primer ascenso (los otros son Toluca, Cruz Azul y Tijuana). Por lo cual cuenta con una trayectoria de 90 temporadas consecutivas en la división de honor, desde su ascenso en 1962.
Uno de los elementos que distingue al club, es el sistema de formación de futbolistas profesionales, la denominada "cantera"; esto ha permitido a la institución a través de los años haber sido cuna de destacados jugadores mexicanos, entre los que sobresalen: Enrique Borja, Aarón Padilla, Olaf Heredia, Adolfo Ríos, Leonardo Cuéllar, Luis Flores, Manuel Negrete, Miguel España, Alberto García-Aspe, Luis García Postigo, Jorge Campos, Claudio Suárez, Sergio Bernal, Braulio Luna, Israel López, Gerardo Torrado, Israel Castro, Efraín Juárez, Héctor Moreno, Pablo Barrera, Johan Vásquez y el considerado más grande jugador mexicano de todos los tiempos: el pentapichichi y miembro del once ideal histórico en el Real Madrid: Hugo Sánchez.
La cantera de universidad ha sido reconocida históricamente como una de las mejores del fútbol mexicano, al igual, sus fuerzas básicas han participado en los torneos internacionales de distintas partes del mundo.
El cuadro de la UNAM es uno de los equipos que no solo ha aportado o vendido más jugadores a otros clubes de México, también es el club mexicano que ha exportado más jugadores "canteranos" a ligas del extranjero como: Hugo Sánchez, Luis García Postigo, Manuel Negrete, Luis Flores, Gerardo Torrado, Héctor Moreno, Efraín Juárez, Pablo Barrera y Johan Vásquez; asimismo sus fuerzas básicas han contribuido con jugadores a las distintas selecciones nacionales de México.
Asimismo, directores técnicos de extracción puma han llegado a dirigir la Selección Mexicana: Bora Milutinovic, Mario Velarde, Miguel Mejía Barón y Hugo Sánchez a la selección mayor; Jesús Ramírez a la selección sub-17 (que ganó el Campeonato Mundial de Perú 2005) y Leonardo Cuéllar a la selección femenil.

## Historia

### Orígenes

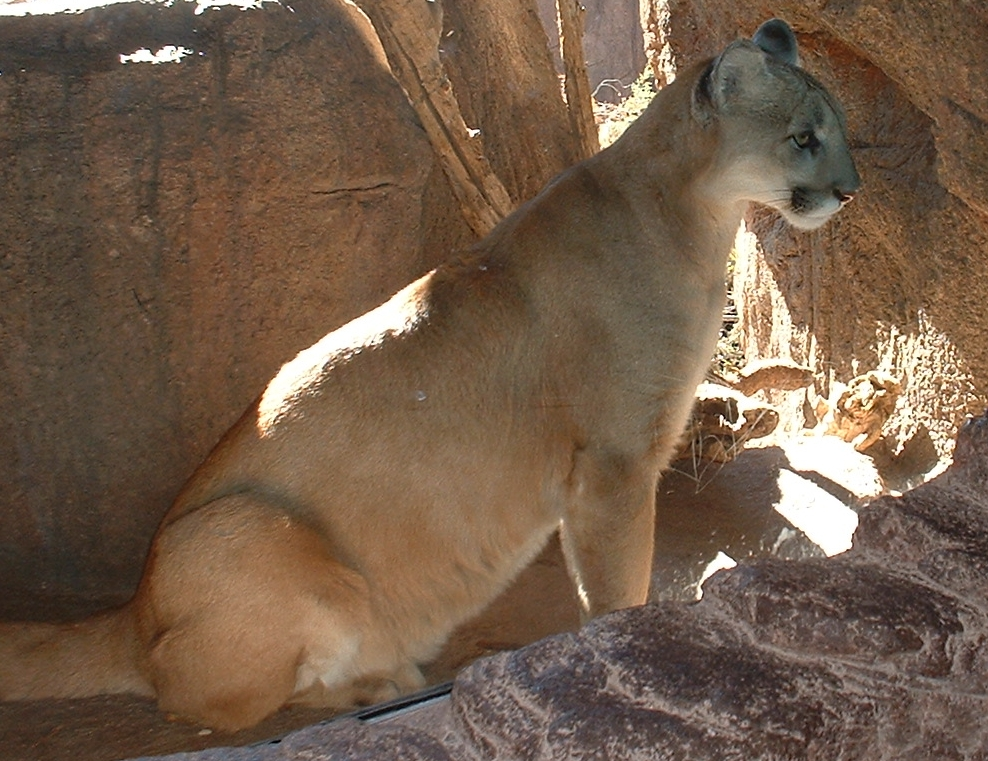
Roberto "Tapatío" Méndez eligió al Puma como mascota oficial de los equipos deportivos de la UNAM en 1942.

En el año 1937, durante el rectorado de Luis Chico Goerne, se hizo la petición para que un equipo representativo de la Universidad Nacional Autónoma de México ingresara a la Liga Mayor, misma que fue rechazada, aceptándose en su lugar al equipo Marte, uniéndose a España, Asturias, América, Necaxa y Atlante.
En 1940, el rector Mario de la Cueva le encargó la preparación del equipo de la Universidad al costarricense Rodolfo Butch Muñoz, quien todavía era jugador activo del Real Club España. Con jugadores surgidos de las distintas escuelas y facultades de la Institución, la escuadra universitaria fue una animadora constante de los torneos nacionales estudiantiles. "Butch" se mantendría en su puesto durante 13 años, las cuales fueron un preludio exitoso con vistas a la aceptación en el profesionalismo.

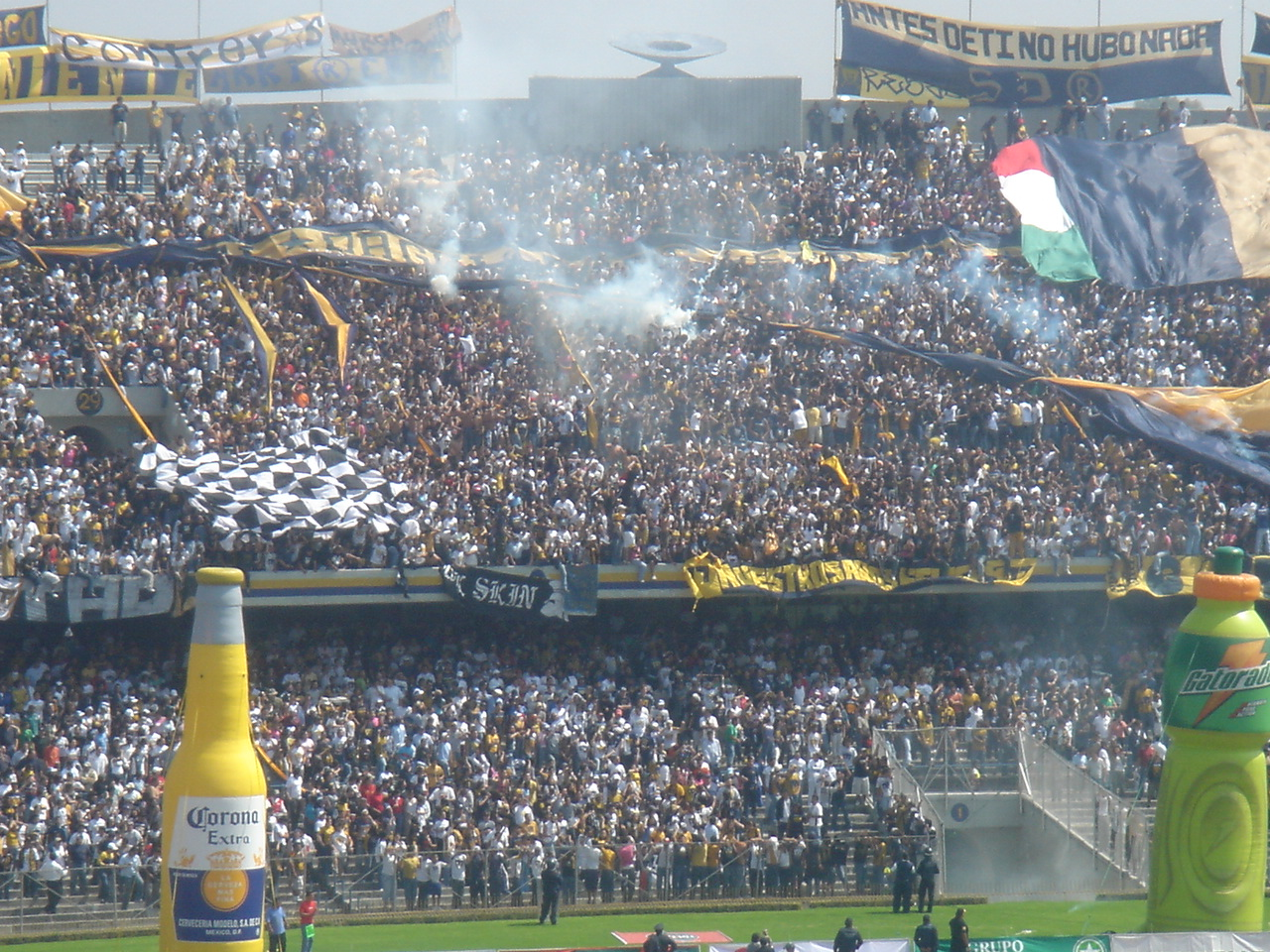
Afición de los Pumas de la UNAM

Roberto "Tapatío" Méndez, legendario entrenador de fútbol americano en el equipo Pumas CU, decidió en 1942 que el mote para la escuadra universitaria fuera el de "pumas", pues estaba convencido de que se trata de un felino que reúne las características que él deseaba en todo jugador: fuerte, agresivo, valiente, rápido e inteligente. Además, los pumas, que no son grandes de tamaño, salen airosos de confrontaciones con rivales mayores, gracias a su agilidad y astucia. En la actualidad, Pumas es el nombre de competencia de todos los deportistas universitarios.
El 2 de agosto de 1954 se fundó formalmente el Club Universidad, el 31 de agosto fue aceptado en la Segunda División de México; ingreso que se obtuvo gracias a las gestiones del Rector Nabor Carrillo y por el Ingeniero Guillermo Aguilar Álvarez. Este último, quien fungió como mecenas del equipo, fue nombrado presidente en reconocimiento al apoyo que brindó hacia los jugadores en todo momento. El 12 de septiembre de 1954, en Monterrey, los universitarios jugaron su primer partido en la división de ascenso. Sin embargo, el camino fue arduo y después de tres años difíciles, el equipo pidió un permiso para ausentarse de la competencia durante un año, a fin de pasar por un proceso de restauración. A partir de la temporada 1958-59, con la dirección técnica de Héctor Ortiz y con el apoyo del Patronato de la UNAM, se colocaron las bases para la obtención del ascenso, el cual fue obtenido en 1962.

#### El ascenso a primera división
Con ocho años en la Segunda División llegó el ansiado título que además significó el ascenso a la Primera División de México. La corona fue conseguida el 9 de enero de 1962 en Ciudad Universitaria en la temporada 1961-62 tras vencer al Cataluña de Torreón 5-1, siendo Octavio Vial su director técnico. En la temporada 1961-62 de la Segunda División había una total identificación con el equipo. De los 19 jugadores utilizados regularmente en la campaña, quince eran auténticos estudiantes; trece universitarios y dos más estaban titulados en carreras profesional, mientras que los dos restantes mantenían negocios particulares fuera del terreno de juego. Destacaba el caso de Edmundo "Poli" Pérez de 25 años y extremo izquierdo, que había iniciado como futbolista en el Politécnico, para después jugar en Atlante. Además era pasante de ingeniero electricista de la Escuela Superior de Ingeniería Mecánica y Eléctrica del IPN, un burro blanco en medio de los pumas universitarios.
El puntal de ese equipo era Carlos Calderón de la Barca, centrodelantero de 28 años que había pasado por Atlante, América y Poza Rica, alguna vez seleccionado nacional en las eliminatorias para la Copa del Mundo de Suecia 1958.
El martes 9 de enero de 1962 a las 20:30 horas en el Estadio Olímpico Universitario, ante treinta mil espectadores (una buena entrada para un equipo de segunda división), la mayoría estudiantes que habían entrado gratuitamente, los Pumas de la UNAM enfrentaron al último lugar de tabla, el Cataluña de Torreón, dentro de la jornada 29, la penúltima del certamen, para definir el título del circuito y por ende el ascenso a la máxima división. Pumas dominó de principio a fin el encuentro y desde el minuto 17, con tiro libre de Lorenzo García que le dobló las manos al arquero Ramírez, se puso en ventaja. A los 40 minutos, tras un tiro de esquina cobrado por Guillermo Vázquez, prolongó Manuel Rodríguez y Lorenzo García remató de zurda frente al arco para el 2-0. Cataluña no ofreció resistencia alguna. A los 47 y 49, la combinación entre Jorge Gaytán y Calderón de la Barca dio el tercer y cuarto gol a la cuenta de los universitarios. Faltaba el último tanto de los Pumas en Segunda División que le correspondió a Manuel Rodríguez tras otro pase de Vázquez a los 57.
Con la victoria, el conjunto de Universidad llegó a 45 puntos, inalcanzables para el Poza Rica que tenía 42 y el Refinería Madero que tenía 41. UNAM cerró la temporada ante este último y estrenó su corona con una derrota de 3-0. Pumas culminó la temporada con 45 puntos en 30 juegos, producto de 18 triunfos, nueve empates y tres derrotas, todas estas como visitante; marcó 78 goles y solo recibió 40. Lorenzo García y Calderón de la Barca lideraron la ofensiva del club con 22 goles cada uno.

### Primeros años en el máximo circuito
Los pumas hicieron su presentación en Primera División en la jornada uno del Campeonato de Liga 1962-63. El 1 de julio de 1962 recibió en Ciudad Universitaria al América (quien también fungía como local ahí desde 1955), los entonces "millonetas" se impusieron 2-0 con goles de Francisco Moacyr y Antonio Jasso. No sería sino hasta la fecha 7, cuando al vencer 1-0 al Atlante con un autogol de Francisco Majewsky, la UNAM conquistó un triunfo, el único al mando de Octavio Vial. El equipo universitario parecía destinado al descenso, hasta que se contrató para el rescate al técnico argentino Renato Cesarini, quien tomó el equipo en el último lugar y lo salvó del retroceso. Antes de ello cabe mencionar al autor del primer tanto puma en el máximo circuito, el brasileño Sauí en el empate a dos ante Tampico. UNAM concluyó en la posición doce de entre catorce clubes con marca de seis triunfos, nueve empates y once derrotas. Su cosecha de 21 puntos en los 26 juegos del torneo le permitió alejarse de los 17 puntos del descendido Tampico.
La contratación de Cesarini significó un parteaguas para la institución auriazul. No solo se trató del sistema táctico y el método de entrenamiento aprendido en su larga trayectoria tanto en Europa como en Sudamérica; sino lo más importante, fue la implementación de un sistema de desarrollo integral que se aplicaría en los jugadores de fuerzas básicas. Tal sistema sería conocido a la postre como "cantera", y en general sería el distintivo de la trayectoria del club a partir de ese momento. En los primeros años de la Cantera surgieron jugadores como Aarón Padilla, Enrique Borja, Luis Regueiro, José Luis Calaca González, Miguel Mejía Barón y Héctor Sanabria.
Después de cinco campañas en Primera División, los Pumas alcanzaron el subcampeonato de la temporada 1967-68, bajo el mando de Walter Ormeño. La UNAM tuvo un gran comienzo y llegó a ser líder general de la competencia hasta la fecha 13, pero después vino a menos. Con Enrique Borja y Mario Velarde como figuras, los universitarios jugaron varios de sus compromisos como local en el Estadio Azteca, ello por algunas remodelaciones que se le estaban practicando al Estadio de Ciudad Universitaria que se disponía a ser sede de los Juegos Olímpicos de 1968.

### Década de 1970: Primeros títulos y subcampeonatos
El 20 de julio de 1975, al igualar sin goles con el América, los Pumas aseguraron su primer título de Primera División, la Copa México 1974-75, definida en un formato grupal a puntos en el que superó en la ronda final a U de G, Atlético Español y el América. El húngaro Arpad Fekete fue el responsable de esa conquista y también de la adjudicación el 27 de julio, del Campeón de Campeones, al imponerse al Toluca 1-0. En esa misma campaña, dentro del torneo de Copa y posteriormente en la Liga debutó Evanivaldo Castro Cabinho.
En 1975, a iniciativa del entonces rector de la UNAM, Guillermo Soberón Acevedo, se creó la Asociación Civil que administraría el club a fin de paliar la difícil situación financiera de la universidad. La cual sería presidida por Guillermo Aguilar Álvarez, hijo.
La consecución del torneo de Copa y el subliderato general de la campaña 1975-76 (eliminado en cuartos de final por Unión de Curtidores) habían colocado a Universidad en las postrimerías del protagonismo; hasta que de la mano del húngaro Jorge Marik, en su primer y único torneo al frente del equipo, el cuadro universitario por fin se tituló como monarca de liga en la temporada 1976-77.
Sería el vigente campeón de goleo (y eventual bicampeón) Cabinho, la gran figura de aquella temporada marcada por un cuadro espectacular y ofensivo que acompañaba al astro brasileño, entre los que destacaron Juan José Muñante, Spencer Coelho, Leonardo Cuéllar y un novato delantero de nombre Hugo Sánchez.
Igual que la temporada anterior, la fase regular de este torneo se caracterizó por la cerrada lucha que escenificaron América y Universidad por el liderato general. A tal grado que ella concluyó en empate al final de las 38 jornadas; pero los Pumas se ubicaron en la cima gracias a su diferencia de goles. En suma produjo 50 puntos gracias a 19 victorias, 12 empates y siete derrotas, 67 goles a favor y 43 en contra, su diferencia de +24 (por +18 de América) le dio el liderato general.
La liguilla se disputó en un formato grupal de dos sectores de cuatro equipos cada uno, donde los líderes, luego de duelos a visita recíproca, disputarían la final. Pumas concluyó como líder del grupo 1 luego de superar a  Cruz Azul, San Luis Potosí y Atlético Español. La gran final la enfrentó con el equipo representante de otra importante universidad pública, la U de G. El partido de ida terminó con empate a cero.
Debido a una huelga del Sindicato de Trabajadores de la UNAM, el juego de vuelta se escenificó en el Estadio Azteca, el 3 de julio. Un solitario gol de Cabinho al minuto 76 definió a favor de los Pumas su primer campeonato de liga.
El creciente protagonismo de la UNAM, se vería reflejado en su constancia en los torneos subsecuentes. Primero en la temporada 1977-78 (ya dirigida por Bora Milutinović) donde nuevamente disputó en una cerrada lucha, por tercer torneo consecutivo, el liderato general frente al América. Al final fue América quien terminó en la primera posición. Ya bajo el formato de eliminación directa en la liguilla, Pumas venció a U de G y Tampico en cuartos de final y semifinales respectivamente, para concluir disputando la final ante Tigres UANL. Sin embargo, y como consecuencia de su protagonismo en la liga, Universidad había perdido para la fase final a Hugo Sánchez, Arturo Vázquez Ayala, Leonardo Cuéllar y Enrique López Zarza, quienes se incorporaron a la Selección mexicana que disputaría la Copa del Mundo de Argentina 1978. Mermado ante la ausencia de varios de sus mejores elementos, Pumas perdió el juego de ida en el Universitario de Nuevo León 2-0 y no pudo remontar en Ciudad Universitaria, donde con un empate a uno, los Tigres se coronaron en campo ajeno.
La siguiente temporada, 1978-79, habría de ser recordada por la destacada dupla ofensiva que completaron el vigente tricampeón (a la postre tetracampeón) de goleo Cabinho y el ya consolidado delantero mexicano Hugo Sánchez; dicha mancuerna fue responsable de 52 de los 77 goles realizados por Universidad y se convirtió en la única ocasión que dos jugadores de un mismo club compartieron el título de goleo individual. Nuevamente el equipo universitario realizaría una notable campaña regular, finalizando en la tercera posición. En la fase final grupal gracias a su mejor diferencia de goles superó a Tigres UANL en el grupo B, que también compartió con Monterrey y Zacatepec. Accediendo con ello a la final frente a Cruz Azul.
El partido de ida en CU concluyó con empate a cero, con gran actuación del portero rival Miguel Marín. La vuelta en le Estadio Azteca terminó con triunfo celeste 2-0, en un partido muy cerrado, tanto que ambas anotaciones cayeron en los últimos veinte minutos del encuentro.

### Década de 1980: campeones de liga, de Concacaf e interamericano
Después de la salida de Cabinho en plena temporada 1979-80, por diferencias contractuales; se presentó la consolidación del proceso de Bora Milutinovic, el de Hugo Sánchez como figura del club y el de una importante generación de futbolistas como Olaf Heredia, Ricardo Ferretti, y el surgimiento de jóvenes como Luis Flores y Manuel Negrete. En la temporada 1980-81 el equipo terminó en primer lugar del grupo 4, y segundo de la tabla general con 49 puntos, detrás de los Tecos. Los Pumas ganaron 19 partidos, empataron 11 y perdieron 8, anotaron 79 goles y se recibieron 53.
En la liguilla grupal, los felinos se impusieron ante Guadalajara, Coyotes Neza y Atlético Español. Después pasaron a la final contra el bicampeón reinante, Cruz Azul, y el resultado fue un global de 4-2 (0-1, 4-1) a favor de los felinos universitarios, y así los Pumas se coronaron por segunda ocasión el 9 de agosto de 1981 en Ciudad Universitaria. Cabe mencionar que ésta fue la despedida del considerado mejor jugador mexicano en toda la historia: Hugo Sánchez, del fútbol nacional antes de partir al Atlético de Madrid.
A la par de este torneo de liga, Universidad Nacional disputó con éxito la Copa de Campeones de la Concacaf 1980 entre los meses de junio y febrero. Venció en la primera ronda a Sacramento Gold de Estados Unidos con global 3-0, después eliminó a Cruz Azul con global 4-1. En la ronda final a disputarse mediante un triangular, conquistó su primer título internacional, luego de vencer 3-0 a SV Robinhood en el Olímpico Universitario el 8 de febrero y 2-0 a Broncos UNAH de Honduras en Tegucigalpa el 12 de febrero.
Dicho título internacional le permitió jugar la Copa Interamericana 1980. Se enfrentaría al Nacional, de Uruguay, campeón de la Copa Libertadores 1980. El título se disputó en tres partidos, el partido de ida jugado en el Olímpico de C.U. terminó con resultado a favor de los Pumas por 3-1, en el partido de vuelta disputado en el Estadio Centenario de Montevideo, el resultado favoreció al cuadro de Nacional por 3-1 (global 4-4); en caso de empate se definiría en una sede neutral y hubo que realizarse el tercer partido en el Memorial Coliseum de Los Ángeles el 13 de mayo de 1981, en donde el partido resultó favorable para los auriazules con marcador de 2-1, ganando así la copa más importante a nivel internacional que el club ostenta.
El tercer título internacional conquistado por los universitarios fue el de la Copa de Campeones de la Concacaf 1982, y nuevamente lo ganaron sin perder un solo partido. Para llegar a la final eliminaron al CD Vida de Honduras (6-2 global) y al CSD Comunicaciones de Guatemala. Por cuestiones de logística los dos juegos de final contra el SV Robinhood se realizaron en México; el primero en el Estadio Municipal de Querétaro con resultado sorpresivo de empate a cero y finalmente en 17 de noviembre Pumas obtuvo el título al vencer 3-2 en el Estadio de CU.
Pumas de la UNAM recuperó el protagonismo perdido en los torneos de liga (no clasificó en 1981-82 y 82-83), ahora con la dirección técnica de Mario Velarde. Primero concluyendo en semifinales de la campaña 1983-84 y después realizando una de las mejores fases regulares de la historia al concluir como líder general de la temporada 1984-85, donde caería en una cerrada final de tres partidos (1-1 en la ida; 0-0 en la vuelta y 3-1 en el desempate) contra el campeón vigente América en el Estadio Corregidora el 28 de mayo de 1985.
Este duelo se repetiría en la magna cita de la campaña 1987-88, ahora siendo América quien llegó en condición de líder general; sin embargo el resultado no fue distinto, y a pesar de obtener un triunfo 1-0 en el juego de ida en Ciudad Universitaria, los pumas cayeron nuevamente derrotados, ahora 4-1 en el Estadio Azteca.
Entre marzo de 1989 y febrero de 1990, y luego de un largo torneo de 10 partidos en el que anotaron 33 goles; la Universidad obtuvo su tercer título de la zona en la Copa de Campeones de la Concacaf 1989, nuevamente de forma invicta, ya con la dirección técnica de Miguel Mejía Barón. En la final, jugada el 6 de febrero en Ciudad Universitaria, vencieron 3-1 (global 4-2) a FC Pinar del Río.
Dicho triunfo le permitió disputar la Copa Interamericana 1989 ante Atlético Nacional, quien lo venció en ambos duelos, 2-0 en Colombia y 4-1 en la Ciudad de México.

### Década de 1990: el tercer título y el inicio de los torneos cortos
Los universitarios dirigidos por Miguel Mejía Barón se llevaron todos los honores en la campaña 1990-1991. En la fase regular terminaron de superlíderes con 55 puntos, con ventaja de 8 puntos sobre el segundo lugar de la tabla general que fue Monterrey.
Además lograron el título de goleo por equipos por novena ocasión en la historia con un total de 67 goles y finalmente el delantero universitario Luis García fue el campeón de goleo individual con 26 anotaciones. En la temporada regular los números finales fueron: 25 ganados, 5 empates y 8 derrotas con 67 goles a favor y 30 en contra.
En la final se encontraron una vez más con su máximo rival, el América, que ya le había arrebatado el título en 2 ocasiones, considerada por muchos de los jugadores de esa temporada como la última oportunidad para ganarle el título al cuadro de Coapa. En los primeros minutos de juego en el partido de ida los universitarios se fueron al frente en el marcador con gol de Luis García Postigo, pero América remontó y anotó 3 goles, que hicieron parecerlo imparable. Aparentemente América ganaba, pero antes del final del partido David Patiño anotó un soberbio gol que les devolvió la vida y los mantuvo dentro de la final, a pesar de que el marcador era desfavorable.
En el partido de vuelta en Ciudad Universitaria los universitarios se fueron al frente desde los primeros minutos, armando jugadas de ataque que rompían una y otra vez la defensa americanista, hasta que Ricardo "Tuca" Ferretti cobró de buena manera un tiro libre fuera del área que le dio el triunfo a los universitarios, que terminaron coronándose gracias a la aplicación de la regla del gol de visitante.
En los torneos subsecuentes comenzó a perder el protagonismo de antaño al tener participaciones intrascendentes en liguillas; quedando eliminado en las fases de cuartos de final en 1991-92, reclasificación en 1992-93, cuartos de final en 1994-95 y reclasificación en 1995-96. En la fase de liguilla del verano 1997, sucumbieron ante Toros Neza por un marcador de 3-4, con lo cual se quedaron en la etapa de cuartos de final. En el torneo de invierno 1998, lograron la campanada al eliminar al líder de la competencia, el Cruz Azul, durante la misma instancia antes mencionada. Pero en semifinal, perdieron el duelo al caer ante quien sería el subcampeón del mismo torneo, el Guadalajara.

### Años 2000: El bicampeonato y éxito nacional
Cuando Hugo Sánchez tomó el mando del equipo logró una vez más acceder a otra semifinal, la del torneo de verano 2000, y todo parecía indicar que los felinos volverían una vez más a la gloria. Sin embargo cayeron en el Estadio Corona ante el cuadro de Santos Laguna por 0-1 y un global de 1-2, lo cual otra vez los dejó cerca de pelear por el título.
En la segunda etapa de Hugo Sánchez como director técnico, durante el torneo de verano 2002, la UNAM logró por tercera vez consecutiva acceder a la semifinal, y tenía todo para lograr acceder a la gran final, ya que el encuentro de vuelta sería en Ciudad Universitaria, llegaba mejor colocado en la tabla general, y además tenía la ventaja de haber sacado un empate a cero goles en el Estadio Azteca ante su más odiado rival, las Águilas del América. Sin embargo, las cosas no salieron bien y para sorpresa de los felinos y sus seguidores, fueron eliminados al caer 1-2 en propia cancha ante el cuadro de Coapa. Pese a este descalabro, los universitarios llegaron nuevamente a la semifinal en el Torneo de Apertura 2002. Su rival en turno, los Monarcas de Morelia, le asestaron una goleada de 4-0 en el partido de ida. A pesar de que los Pumas trataron de revertir el marcador en Ciudad Universitaria, el marcador final del partido de vuelta fue de 2-1 favor de Pumas, para un 2-5 en el marcador global, resultado que le dio el pase al cuadro de Morelia a la gran final. Esta fue la cuarta derrota consecutiva del cuadro felino en semifinales en torneos cortos.
El año 2004 fue el más exitoso en la historia del club dentro de los torneos cortos, comenzando con la coronación en el Clausura 2004. El equipo obtuvo el segundo mejor puntaje de la temporada con 41 puntos; además, tuvo la mejor ofensiva del torneo con 42 goles a favor, por 19 en contra para ser la defensiva menos goleada, la mejor disciplina al contar con el menor número de amonestados y expulsados, y el campeón goleador Bruno Marioni con 16 goles. El título fue definido el 13 de junio de 2004, al vencer en penales a Guadalajara, después de un empate en el marcador global de 1-1. El penal decisivo para Pumas lo anotó con gran estilo José Ailton Da Silva, el penal fallado por parte de las Chivas fue obra de Rafael Medina.
Ese mismo año ganó el título de campeón de campeones tras derrotar al Pachuca, campeón del Apertura 2003. En diciembre cerró un año perfecto con la coronación en el Torneo de Apertura, venciendo en la final al Monterrey y convirtiéndose en el primer bicampeón en torneos cortos en la Primera División Mexicana.
Después de ganar todo lo posible, el 2005 fue un año contrastante y se convirtió en el peor en la historia de la institución. El equipo pasó por varias jornadas de pésimos resultados, e incluso recibió una de las mayores goleadas de su historia, al ser aplastado por el Cruz Azul por marcador de 0-5 el 28 de agosto de aquel año, justo el día del aniversario número 51 del club universitario. El equipo concluyó el año en el último lugar de la tabla porcentual, con varias goleadas en contra, malas rachas y con el cese de su técnico Hugo Sánchez, aunque en el plano internacional logró un importante avance al llegar a la final de la Copa Sudamericana 2005, en su año de debut, con resultados tales como un 3-0 sobre el Corinthians de Brasil en los cuartos de final, y un 4-0 sobre el Vélez Sársfield de Argentina en semifinales, ambos campeones de sus respectivas ligas. En la Final caería en penales frente a Boca Juniors, aunque logró quedarse con el campeón goleador del torneo, Bruno Marioni, con 7 goles. En la liga mexicana logró salir de problemas de descenso durante el Clausura 2007, aunque sin recuperar hasta ese momento el nivel exhibido en el 2004.
En el Apertura 2007 los Pumas vencieron por marcador de 8-0 a los Tiburones Rojos de Veracruz siendo la segunda mayor goleada otorgada de su historia y la mayor registrada por cualquier equipo en torneos cortos. Además, logró clasificar a la liguilla después de no haberlo conseguido en el Clausura 2007, y logró llegar a su décima final, al vencer en la liguilla del torneo Apertura 2007 al Club Deportivo Toluca en los cuartos de final (2-0,1-1) y al superlíder del torneo Santos Laguna en semifinales (3-0,4-2). Los Pumas de la UNAM disputaron la final del Apertura 2007 contra el Atlante, el día 6 de diciembre en CU la cual terminó con un resultado de 0-0 y el día 9 de diciembre en Cancún la cual perdió por marcador de 2 goles a 1.
En el Torneo Clausura 2009 el equipo de la UNAM empezó obteniendo dos triunfos consecutivos contra Necaxa en el Estadio Victoria y Santos Laguna en Ciudad Universitaria los cuales fueron (1-2) y (1-0) respectivamente. Sin embargo, al perder ante Toluca (1-0) llegaría una racha negativa de 5 partidos sin ganar ante Morelia en CU (0-1) y Pachuca en el estadio Hidalgo (3-2). En el partido ante Jaguares en C.U. el resultado terminó empatado (1-1) y ante Atlas en el Jalisco volvieron a caer por marcador de 2-0. Finalmente volverían a ganar hasta la jornada 8 enfrentando a los Tigres el cual finalizaría 2-1 favoreciendo a los Pumas y de ahí en adelante el equipo no volvería a perder, terminando con las hegemonías que tenía sobre San Luis (2-0), Atlante (3-1) y Cruz Azul (3-2). Además de agrandar la hegemonía que tenía sobre el Puebla que necesitaba ganar para calificar a la liguilla, Universidad acabó aplastando a los camoteros por marcador de 3-1. Sin embargo el equipo ligó 2 empates consecutivos ante los Indios y el Guadalajara, una derrota ante los Tecos de 2-0 y en la última jornada venció al Monterrey por un contundente 3-0 obteniendo 28 puntos y el tercer lugar general en la tabla, en la liguilla la escuadra auriazul, enfrentando a Tecos en el estadio Tres de Marzo. Perdieron 2-0 y en el partido de vuelta en CU, los pumas lograron remontar con marcador de 3-0 (3-2) el global y enfrentaría al Puebla en la semifinal.
El miércoles 20 de mayo en partido de semifinales de ida Universidad le ganó por marcador 2-1 a Puebla, aunque el sábado 23 de mayo de 2009 perdieron 2-1 ante el Puebla en la semifinal de vuelta en C.U. Pero con un marcador global de 3-3 y por haber obtenido una mejor posición en la tabla general lograron avanzar a la final del Clausura 2009. Al día siguiente el Pachuca logró avanzar a la final perdiendo también en casa 2 - 3 ante Indios de Ciudad Juárez. En el partido de ida en C.U., terminó 1 - 0 a favor de la UNAM gracias a un gol de Dante López al minuto 21. En el partido de vuelta el 31 de mayo en el Estadio Hidalgo, al minuto 33 anotó un gol Christian Giménez desde el punto penal dejando el marcador 1 a 0 y el global 1 a 1. Al minuto 62 Dante López anotó un gol de media vuelta, lo que dejó el marcador 1 a 1 y el global 2 a 1 a favor de los Pumas, Al minuto 78 Christian Giménez anotó otro gol, esta vez de tiro libre, lo que dejó el marcador 2 a 1 y el global 2 a 2, situación que provocó que se tuviera que definir en tiempos extras. Al minuto 107 Pablo Barrera desbordó por el lado derecho y esquivó dos sendas barridas y enfiló hacia a portería para anotar un gol por lo que dejó 2 a 2 el marcador y 3 a 2 el global a favor de los felinos.
Con esto, el club de la Universidad Nacional Autónoma de México obtuvo su sexto campeonato de liga, superando a León y al Pachuca y quedando solo por debajo del Guadalajara, América, Toluca y Cruz Azul.
El torneo Apertura 2009 fue uno de los peores que ha tenido el Club Universidad, obteniendo 5 puntos en los primeros diez encuentros, y terminando en penúltimo lugar con 17 puntos obtenidos en la misma cantidad de juegos. Todo esto a pesar de haber jugado con la misma plantilla que ganó el torneo anterior a excepción del jugador Toledo, que fue comprado por el equipo a los Tigres de la UANL.

### Años 2010
Para el torneo Bicentenario 2010, a pesar del mal resultado del torneo anterior, el equipo decidió mantener al entrenador Ricardo Ferretti y a la plantilla completa. La continuidad dio resultado, pues el equipo calificó a la liguilla en cuarto lugar, siendo la mejor defensa desde que se instauraron los torneos cortos en 1996, recibiendo tan solo 10 goles en 17 partidos. El récord anterior era de 11 goles obtenidos por los Pumas en el Apertura 2006 y por el Atlante en el Torneo Invierno 1996. El equipo fue eliminado en cuartos de final con un marcador global 2-1 a favor del equipo Santos Laguna.
En el Apertura 2010 el equipo tuvo tres salidas importantes. En primer lugar el entrenador Ricardo Ferretti salió del club para dirigir a los Tigres de la UANL, su lugar fue ocupado por Guillermo Vázquez, que hasta ese momento había ocupado el puesto de auxiliar técnico en el equipo. Además, después de tener buenas actuaciones en el mundial Sudáfrica 2010, Efraín Juárez fue contratado por el Celtic Football Club de la Premier League de Escocia y Pablo Barrera emigró a la Premier League de Inglaterra para jugar con el West Ham United Football Club. A pesar de esto, por cuarto torneo consecutivo el club decidió no contratar ningún refuerzo y aparentemente darle salida a los jóvenes formados en sus fuerzas básicas.
Por lo anterior, la prensa y los aficionados expresaron sus dudas sobre lo que el equipo podría conseguir en el Apertura 2010. Al comienzo del torneo, el equipo ganó los primeros juegos que se disputaron en el Estadio de C.U., incluso rompiendo una mala racha ante el Cruz Azul; pero perdieron por goleada sus primeros encuentros como visitante contra el Santos y el Monterrey.
Los Pumas de la UNAM consiguieron su séptima estrella ganando la final del torneo clausura 2011 en contra del equipo Monarcas Morelia. Después de terminar con un gran torneo en segundo lugar general, con solo una derrota de visitante ante Jaguares de Chiapas y una en el Olímpico universitario ante el América, en la última jornada. Universidad llegó a la liguilla como uno de los favoritos para ganar el título, ya que había sido líder general del torneo la gran mayoría de la temporada, puesto que en la última jornada le fue arrebatado.
Dejando atrás en la liguilla a los campeones del torneo anterior Monterrey y al siempre complicado e histórico Guadalajara con un empate de 1-1 en el partido de ida con pésimo arbitraje en contra de los dos conjuntos y una desafortunada acción del arquero Palacios. A la postre una victoria de 2-0 en el juego de vuelta de la semifinal en el Estadio Olímpico Universitario con gol de Javier Cortés, y uno más de Dante López con espléndida jugada de Darío Verón otorgaría el pase a la gran final.
Ya en la gran final ante el equipo de Monarcas Morelia, tras un muy reñido partido en el Estadio Morelos con empate a un gol, por parte de los universitarios Francisco Palencia con un tiro al ángulo, y por parte de los michoacanos con una jugada fortuita pero de correcta definición por parte de Joao Rojas.
En el estadio de Ciudad Universitaria en el juego de vuelta de la final, con un primer tiempo cerrado pero con goles de Francisco Palencia de penalti e igualmente de penal el equipo Monarcas Morelia por parte de Jaime Lozano, exjugador de la UNAM ponían tablas momentáneamente. En el segundo tiempo con un gol magistral de Javier Cortés, canterano universitario, desempata el partido y el global, quedando el marcador final de 3-2 en favor del equipo felino.
Así Universidad Nacional se coronaría como el campeón del Torneo Clausura 2011 el domingo 22 de mayo de 2011.

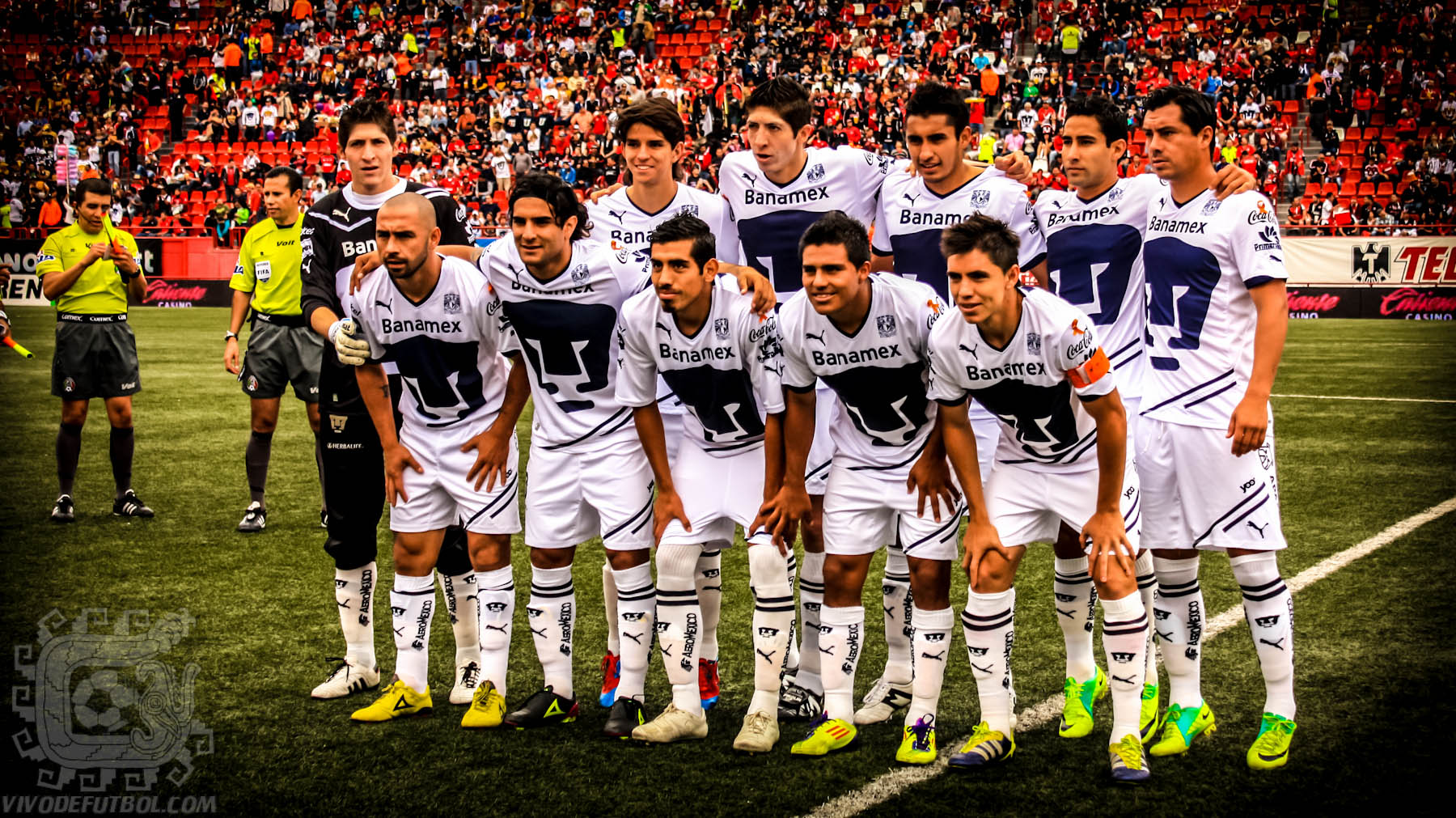
Alineación de Universidad Nacional en 2012.

En el Torneo de Apertura 2012 los Pumas de la UNAM se unieron al espíritu de renovación al cambiar su política de no contratar nuevos refuerzos contratando a 4 jugadores de renombre y probada calidad como los argentinos Martín Romagnoli y Emanuel Villa, el español Luis García y el viejo conocido de la afición Puma; el canterano Jaime Lozano, todos ellos comandados por Joaquín del Olmo en el banquillo. Se esperaba una temporada de buenos resultados complementada con juego espectacular y goleador pero la realidad fue otra.
Las primeras 2 fechas de la liga fueron prometedoras al empatar en calidad de visitantes con el Atlas por 1-1 y venciendo a Querétaro por 3-0 en casa, enseguida se dieron cuestionamientos por el pobre fútbol desplegado pero los resultados y el poco tiempo le dieron el beneficio de la duda a Joaquín del Olmo. Las fechas 3 y 4 fueron derrotas en Tijuana 1-0, así como la primera derrota en casa a manos del Toluca por 2-1. Las aguas turbulentas bajaron su intensidad gracias a la victoria en la fecha 5 sobre el Santos Laguna por 2-1 pero con grandes dudas sobre el fútbol desplegado además que comenzaron las críticas por la poca utilización de los flamantes refuerzos, además la afición expresó constantemente su reprobación al trabajo de Del Olmo. En la fecha 6 cayó derrotado por enésima vez por el Cruz Azul ahora por 1-0, lo que provocó el despido del técnico. El asistente técnico Antonio Torres Servín tomó el cargo del equipo en la siguiente fecha, no sin antes darse la contratación del polémico Mario Carrillo. El club solventó el compromiso con el interino al lograr una sorpresiva victoria en Morelia por 1-0. Mario Carrillo inició su gestión con el disgusto de la afición por su pasado americanista. El equipo siguió en dudas con la derrota en casa a manos del Club San Luis por 1-0, el empate con las Chivas por 0-0 y una sufrida victoria sobre el Puebla por 2-1, dándose el inicio de la polémica decisión de Carrillo de darle pocos minutos de juego a los refuerzos Martín Romagnoli y Emanuel Villa. Carrillo defendió a capa y espada sus decisiones dándose un pequeño repunte en las fechas 11,12 y 13 con una apretada derrota a manos del sorprendente León por 2-1, victorias sobre Monterrey por 3-2 y sobre Pachuca 1-0. En el mejor momento del equipo, a pesar de las polémicas, vino la desastrosa fecha 14 donde el Club sucumbió estrepitosamente ante los Tigres con marcador de 5-0, lo cual presionó aún más al equipo para obtener un buen resultado en el clásico ante el América; pero las cosas no se dieron al sufrir otra derrota con el odiado rival por 1-0 dándose el despido inmediato de Carrillo. La directiva basó su decisión en la todavía probable calificación del equipo a la liguilla obteniendo un buen resultado en las últimas 2 fechas dejando al mando de la técnica en manos de Torres Servín. Con todos los refuerzos incluidos y el deseo de calificar se esperaba un cambio en los resultados pero desgraciadamente el equipo perdió su oportunidad al caer en la fecha 16 ante Jaguares en Chiapas por 3-0, la fecha 17 solo fue un trámite aún venciendo al Atlante por 3-2.
En la Clausura 2014 los Pumas tuvieron altas como Ismael Sosa, Daniel Ludueña,
Dante López, Leandro Augusto y Diego Lagos. Empezaron la temporada con un bajo nivel pero José Luis Trejo fue teniendo buenos resultados y ha llevado a universidad a los primeros lugares.

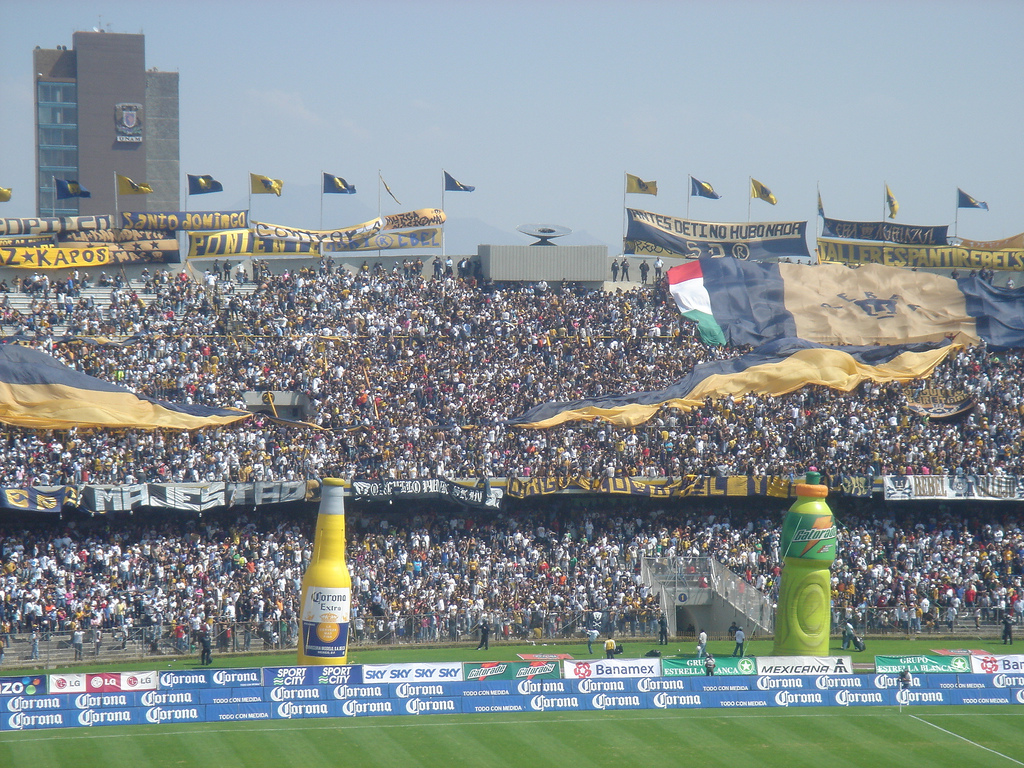
Afición de los "Pumas" en un Clásico Capitalino en el Estadio Olímpico de CU en el 2005.

El Apertura 2015 fue un torneo muy destacado, pues terminó como líder general por primera vez desde 1990-91 con registro de 11 ganados, 2 empates y 4 perdidos; también tuvieron relevancia como la mejor ofensiva en la que Ismael Sosa con 10 y Eduardo Herrera con 9 fueron parte de los 37 goles, logrando así a que Pumas fuera el único club en el torneo en anotar al menos un gol en las 17 fechas del campeonato.
En la liguilla no fue un camino fácil hacia la final, pues tuvieron que sobreponerse a marcadores adversos y polémicos errores arbitrales. En primera instancia se enfrentaron en la ida a Veracruz donde los locales sacaron la ventaja 1-0, ya en la vuelta el cuadro felino ganaría 1-0 y por mejor posición en la tabla avanzarían. Las semifinales ante el Club América fueron una serie muy apretada; la ida Pumas tendría que reponerse de un gol mal anulado, pero lograrían sacar ventaja de 0-3. La vuelta el América necesitaba anotar cuatro goles, pero el marcador terminaría 1-3 a favor del América, con global 4-3 favorable a los universitarios, quienes avanzarían a su final trece de liga. En la final enfrentaron a Tigres UANL, quien tomó ventaja en el juego de vuelta en el estadio Universitario de Nuevo León, al ganar 3-0. La escuadra universitaria estuvo a punto de producir la hazaña de remontar el marcador adverso, al poner el global empatado en dos ocasiones, primero 3-3 en tiempo regular y después 4-4 en tiempos extra. Finalmente caerían con marcador 4-2 en la ronda de penales.
Con un destacado torneo terminando como líderes les valió su regreso a la Copa Libertadores, la cual no jugaban desde 2006. Mientras que su regreso a la Liga de Campeones de la Concacaf fue gracias a que llegaron a la final del Apertura 2015 contra Tigres de la UANL.
Pumas obtendría cinco triunfos por una derrota en la fase de grupos de la Copa Libertadores 2016, triunfos ante el Emelec 4-2 (Gerardo Alcoba, Dario Verón, Ismael Sosa, y un autogol)  2-3 (Fidel Martínez 2, Luis Quiñones). Olimpia 0-2 (Ismael Sosa, Luis Quiñones) 4-1 (Gerardo Alcoba, Matías Britos, Eduardo Herrera, Ismael Sosa). Deportivo Táchira 2-0 4-1 (Alcoba, Hibert Alberto Ruiz e Ismael Sosa 2) en dicha fase, Ismael Sosa marcaría gol ante el Emelec a los 17" siendo uno de los seis goles más rápidos del torneo. También lograría su primer triunfo de visita, ya que no había sucedido en sus dos participaciones anteriores. Obtienen su pase a octavos a falta de una jornada, siendo uno de mejores de la libertadores, en segundo general de los dieciséis que avanzarían.
En octavos se enfrentaron a un viejo conocido, el Deportivo Táchira, con el cual caerían en la ida por la mínima; ya en la vuelta Pumas terminaría con el marcador a su favor, dándose un 2-0 con goles (Eduardo Herrera e Ismael Sosa). En cuartos se mediría a Independiente del Valle cayendo de visita 2-1 el gol de Pumas por parte de (Fidel Martínez), en la vuelta Pumas ganaría 2-1 con dos goles de Sosa y uno de Sornoza por parte del conjunto ecuatoriano, este marcador mandaría a la tanda de penales en donde Pumas caería 3-5.
Para el Apertura 2016 llegaría Francisco Palencia haciendo su debut ante Guadalajara, para este torneo retornaría el canterano Pablo Barrera y llegarían los españoles Saúl Berjón y Abraham González. Iniciarían las primeras tres jornadas sin recibir gol. Tendrían una racha de seis partidos ganando de local ante; Guadalajara, León, Monterrey, Querétaro, Atlas y Jaguares.
Dentro de la Liga de Campeones de la Concacaf 2016-17, con un equipo de canteranos se medirían al W Connection teniendo un triunfo de 2-4 con goles de Luis Quintana, José Van Rankin, Alfonso Nieto y Omar Islas obteniendo tres puntos de visita; el siguiente partido ante Honduras Progreso disputado en CU se ganaría 2-0 con goles de Eduardo Herrera y Saúl Berjón. Para el partido de vuelta contra Honduras Progreso se perdería 2-1. Cerrarían con contundente victoria ante W Connection 8-1 con goles de Saúl Berjón, Eduardo Herrera (2), Jesús Gallardo (2), Alfonso Nieto y Fidel Martínez (2). Finalmente caerían en la ronda de cuartos de final frente a Tigres con marcador global de 4-1.

## Rivalidades
La rivalidad entre el Club América y el Club Universidad Nacional, también llamada por algunos medios como el "clásico capitalino" es una de las más relevantes entre los equipos con más afición de la liga mexicana (UNAM, Guadalajara, América y Cruz Azul), y protagonizada por dos de los tres equipos que representan a la Ciudad de México y zona metropolitana en la Primera División de México. La gran rivalidad de estos dos clubes se gesta desde los encuentros entre sus filiales (fuerzas básicas).
El primer enfrentamiento se dio el 1 de julio de 1962, donde el América le dio la bienvenida al cuadro universitario que recién consiguió su ascenso la campaña anterior venciéndolos por un marcador de 2-0 en el Estadio Olímpico de Ciudad Universitaria, aún casa de los entonces "millonetas".
En la temporada 1961-62 de la Segunda División de México los Pumas de la UNAM consiguieron su ascenso al máximo circuito del fútbol mexicano, la Primera División de México, el equipo al que le tocó dar la bienvenida al equipo "benjamín" de esa temporada fue el América enfrentándose el 1 de julio de 1962 y donde la escuadra crema consiguió la victoria por un marcador de 2-0 con goles de Francisco Moacyr y Antonio Jasso.
Para la temporada 1966-67 el América junto al Atlante y Necaxa se muda a su nueva casa, el Estadio Azteca, y en su primer enfrentamiento en este inmueble, el 18 de agosto de 1966, el cuadro crema golea a los universitarios con un marcador de 5-1. Esta derrota pica en el orgullo universitario y ya siendo auténticos locales en el Estadio Olímpico Universitario al siguiente enfrentamiento los Pumas golean al América por 4-1 el 1 de diciembre de 1966.
Años después, para la temporada 1969-70 el América anuncia la contratación del delantero seleccionado nacional Enrique Borja, noticia que causó gran polémica y sacudió al medio futbolístico nacional debido a la joven rivalidad entre ambos equipos. Esta transacción causó tal escándalo que el jugador declaró al enterarse de la transferencia, que dejaría de jugar porque no estaba de acuerdo. Aunque la directiva logró convencerlo y así poder jugar en el equipo azulcrema y posteriormente llegar a ser considerado un ídolo americanista.
La rivalidad se acrecentó con los años y llega a su punto máximo en la década de los años 1980 cuando estos equipos disputaron tres finales. La primera final fue en la temporada 1984-85 la cual después de 2 empates tuvo que llegar a un tercer partido de desempate el 28 de mayo de 1985 en Querétaro en el cual causó gran polémica la actuación del árbitro Joaquín Urrea, el marcador final fue de 3-1 favorable a las Águilas con dos goles de Daniel Brailovsky y uno de Carlos Hermosillo, este título significó el quinto en su historia. Volvieron a enfrentarse en una final para la temporada 1987-88 donde nuevamente el América se alzó con la victoria con un contundente 4-1 en el partido de vuelta el 3 de julio de 1988 y un 4-2 global. La última final de liga que disputaron fue en la campaña 1990-91 en la cual por fin pudo cobrar las anteriores afrentas el cuadro universitario, en el primer partido las Águilas ganaron de locales por 3-2 el 19 de junio de 1991 y para el juego de vuelta el 22 de junio el juego lo definió con un gol de tiro libre el brasileño Ricardo "Tuca" Ferretti, este significó el tercer título en la historia del club auriazul.

### Historial estadístico
Para la elaboración de esta tabla se toman en cuenta todos los partidos disputados en torneos que hayan sido avalados por la Federación Mexicana de Fútbol.
| Competición                  | P.J. | Ganó AME | P.E. | Ganó UNAM | Gol. AME | Gol. UNAM |
| ---------------------------- | ---- | -------- | ---- | --------- | -------- | --------- |
| Fase regular                 | 126  | 46       | 48   | 32        | 171      | 151       |
| Liguilla                     | 25   | 13       | 7    | 5         | 37       | 21        |
| Subtotal de Liga             | 151  | 59       | 55   | 37        | 208      | 172       |
| Copa México                  | 9    | 1        | 5    | 3         | 8        | 10        |
| Campeón de Campeones         | 2    | 1        | 1    | 0         | 2        | 1         |
| Pre Pre Libertadores         | 2    | 0        | 2    | 0         | 0        | 0         |
| Torneo de Nuevos Valores     | 2    | 0        | 2    | 0         | 1        | 1         |
| Subtotal de juegos oficiales | 166  | 61       | 65   | 40        | 219      | 184       |
| Amistosos                    | 10   | 1        | 4    | 5         | 11       | 19        |
| Total                        | 176  | 62       | 69   | 45        | 230      | 203       |

## Escudo
El emblema gráfico representa a los deportistas de la máxima casa de estudios que reúne en una sola expresión varios elementos, más allá de simbolizar únicamente la cabeza de un puma. Los ojos y la nariz del puma forman una figura abstracta que representa la "U" de Universidad, a la vez que, junto con la línea de la boca, dan la apariencia de una copa, máxima representación del triunfo.
La silueta que enmarca al puma es un triángulo con esquinas redondeadas (biselado) que se forma con tres círculos adyacentes, los cuales representan a las tres tareas fundamentales de la UNAM: la enseñanza, la investigación y la difusión de la cultura. Las curvas de la parte inferior de los ojos del puma también se dibujan teniendo como guía a uno de los círculos.
Cabe destacar la síntesis de los distintos conceptos utilizados en el logotipo, dando como resultado una imagen contundente y de gran simplicidad, utilizando para ello a la geometría tanto en su ejecución, así como en la representación de ideales fundamentales de la UNAM, institución de la que forman parte las dependencias que lo utilizan. El escudo fue creado el 19 de abril de 1974 por Manuel Andrade.

## Estadio

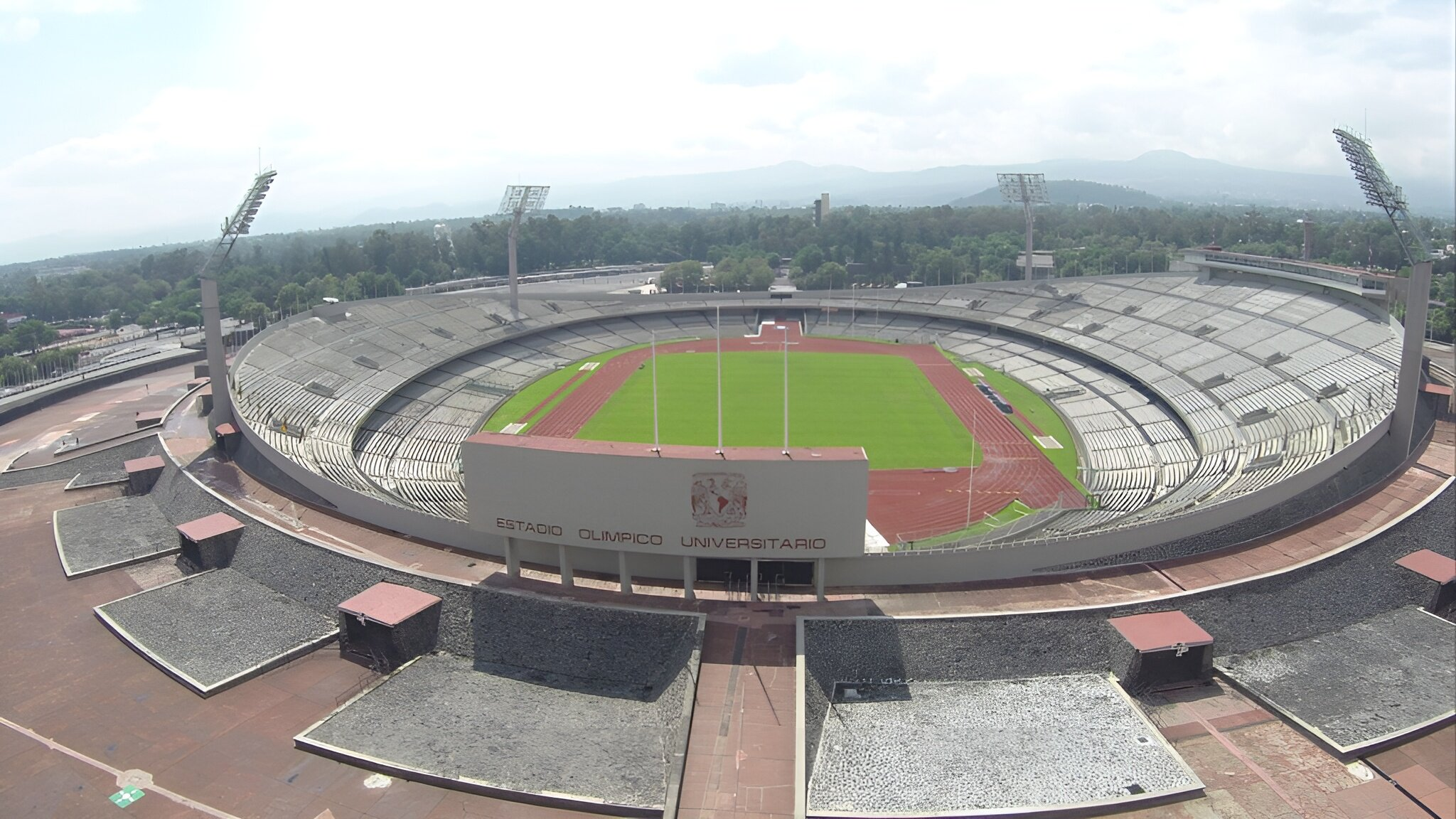
Estadio Olímpico Universitario.

El Estadio Olímpico Universitario (inicialmente llamado "Estadio de Ciudad Universitaria", y ocasionalmente referido como Estadio México 68) es un recinto deportivo multiusos perteneciente a la Universidad Nacional Autónoma de México (UNAM), ubicado en la Ciudad de México obra de los arquitectos Augusto Pérez Palacios, Jorge Bravo y Raúl Salinas. Es el segundo estadio más grande del país, después del Estadio Azteca, localizado en la misma urbe; tiene una capacidad para 72 000 espectadores. Fue la sede principal de los Juegos Olímpicos de 1968, albergando las ceremonias de apertura y clausura, así como las competencias de atletismo.
El 7 de agosto de 1950 inició el proyecto arquitectónico a cargo de los arquitectos Augusto Pérez Palacios, Raúl Salinas Moro y Jorge Bravo. Fue inaugurado oficialmente el 20 de noviembre de 1952. Nueve días más tarde, se realizó en dicho escenario el clásico de fútbol americano entre la UNAM y el IPN. Fue utilizado primero por el equipo de fútbol americano de la Universidad, y después por el club de fútbol.
Aunque histórica y tradicionalmente la localía del equipo en el estadio resultan evidentes, la finalidad del escenario no estaba determinada para la disputa del fútbol profesional, sino para deportes amateur, especialmente del ámbito universitario. No obstante, balompié de categoría amateur se disputó por primera vez con motivo del Torneo de fútbol de los Juegos Centroamericanos y del Caribe Ciudad de México 1954 del 9 al 17 de marzo de ese año. El debut profesional del Club Universidad Nacional se produjo en la temporada 1954-55 de la Segunda División, sin embargo no ejerció como local en Ciudad Universitaria por lo anteriormente mencionado y porque el recinto se encontraba en remodelación para albergar los Juegos Panamericanos de 1955. Por lo que esa temporada alternó sus partidos como local entre el aún vigente Parque Asturias, el Estadio de la Ciudad de los Deportes y campos de práctica de la misma universidad.
Finalmente el debut se produjo el 10 de julio de 1955 en duelo correspondiente a la jornada 1 de la campaña 1955-56 de la segunda división. Universidad Nacional venció 2-0 al recién descendido Marte; este juego fue el mismo día, y con posterior horario, al partido debut del mismo recinto en Primera División (América 2-0 Oro).
Una vez conseguido el ascenso, su debut en el máximo circuito también fue en Ciudad Universitaria, pero en calidad de visitante, perdiendo 2-0 ante su compañero de estadio el Club América en la jornada uno de la temporada 1962-63. Su primer duelo como local se saldó con una derrota 0-1 ante Nacional en la jornada dos, el 5 de julio de 1962.
Sin embargo, su presencia no ha sido ininterrumpida, ya que en dos periodos prolongados tuvo que abandonarlo. Primero entre las temporadas 1966-67 y 1968-69, jugó en el Estadio de la Ciudad de los Deportes, por las remodelaciones que sufriría el recinto con motivo de los Juegos Olímpicos de México 1968. Años más tarde, disputó once partidos en el Estadio Corregidora, entre el 25 de abril de 1999 (Verano 1999) y el 23 de enero del año 2000 (Verano 2000), incluyendo la totalidad del Invierno 1999, durante todo el tiempo que la UNAM permaneció en huelga en 1999.
Considerando solo las finales decisivas en este estadio, ha conquistado aquí cuatro Campeonatos de liga, dos de Campeón de Campeones y dos de Copa de Campeones de la Concacaf. Además perdió dos finales de liga, en 1977-78 y Apertura 2015 ambas contra Tigres UANL; también perdió los juegos de vuelta de la Copa Interamericana 1989 contra Atlético Nacional y de la Copa de Campeones de la Concacaf 2005 ante Saprissa; además empató en los juegos de ida de las finales de Copa Sudamericana 2005 contra Boca Juniors y Liga de Campeones de la Concacaf 2022 ante Seattle.

## Himno Deportivo Universitario
Fue creado en 1940 por un grupo de universitarios integrados por Ernesto "Agapito" Navas, Luis Pérez Rubio, Alfonso de Garay, Gloria Vicens, Fernando Guadarrama y Ángel Vidal, quienes, unidos al pianista Ismael "Tío" Valdez, lograron la música y la letra. Entonado por primera vez en los patios de la Escuela Nacional Preparatoria. Aunque por muchos años pareció ser exclusivo del fútbol americano, en los años setenta se adoptó para todo el deporte universitario, desde entonces antes del inicio de los encuentros deportivos, los Pumas de la UNAM cantan al unísono:

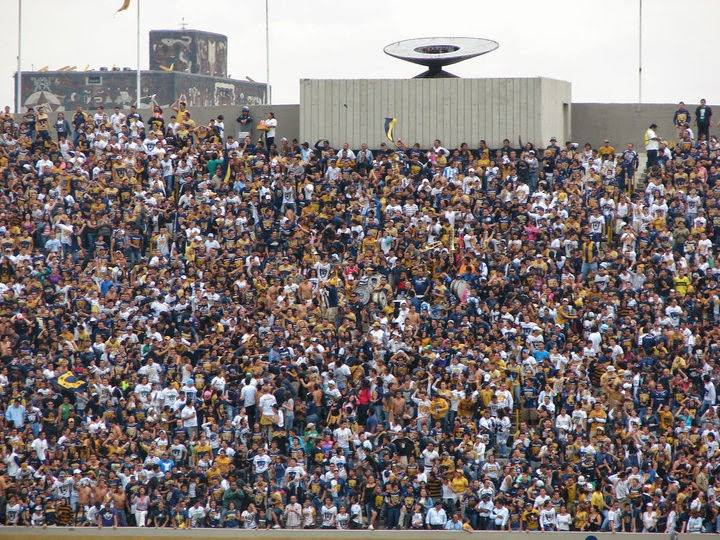
Afición Puma apoyando con el himno deportivo al equipo. Arriba se aprecia el pebetero donde se encendió la llama olímpica en los Juegos Olímpicos de México 1968.

| ¡Oh Universidad! Escucha con qué ardor Entonan hoy tus hijos Este himno en tu honor. Al darte la victoria Honramos tus laureles Conservando tu historia Que es toda tradición. Unidos venceremos Y el triunfo alcanzaremos Luchando con tesón Por ti Universidad. | Universitarios, Icemos siempre airoso El pendón victorioso De la Universidad. Por su azul y oro Lucharemos sin cesar Cubriendo así de gloria Su nombre inmortal. ¡¡México, Pumas, Universidad!! ¡¡Goya, Goya Cachún, Cachún Ra Ra Goya, Universidad!! |

## Datos del club

### (1954-2025)
- Temporadas en Primera División: 94
- Temporadas en Segunda División o Primera División “A”: 7 de 1954 a 1962. (Se retiró antes de la campaña 1957-58 para reestructurarse, regresando a la siguiente campaña)
- Liguillas por el título: 45
- Finales por el título: 14 (1976-77, 1977-78, 1978-79, 1980-81, 1984-85, 1987-88, 1990-91, Clau. 04, Aper. 04, Aper. 07, Clau. 09, Clau. 11, Aper. 15, Aper. 20)
- Superlideratos: 4 (1976-77, 1984-85, 1990-91, Apertura 2015))
- Descensos a 2.ª Div. o 1.ª "A": 0
- Ascensos a 1.ª Div.: 1 (1961-62)
- Posición final más repetida: 2.º (11 veces)
- Puesto histórico en Primera División: 7.º
- Puesto histórico en Liguillas Primera División: 5.º

- Mejor puesto en Primera División:
  - En torneos largos: 1.º (1976-77, 1984-85, 1990-91)
  - En torneos cortos: 1.º (Apertura 2015)

- Peor puesto en Primera División:
  - En torneos largos: 14.º de 20 equipos (1974-75)
  - En torneos cortos: 18.º de 18 equipos (Apertura 2013 y Apertura 2017).

- Mayor goleada conseguida:
  - En torneos nacionales: 9-0 frente a Tecos de la UAG (1975-76), 16 de mayo de 1976.
  - En torneos nacionales: 8-1 frente a Tampico-Madero (1978-79), 18 de marzo de 1979.
  - En torneos cortos: Apertura 2007: 8-0 a Tiburones Rojos de Veracruz 4 de noviembre de 2007.
  - En torneos internacionales: 8-0 a Isidro Metapán de El Salvador 15 de marzo de 2012.

- Mayor goleada recibida:
  - En torneos nacionales: 0-6 frente al Atlas (Apertura 2002).

- Más puntos en una temporada:
  - En torneos largos: 55 (1984-85 y 1990-91)
  - En torneos cortos: 41 (Clausura 2004) (Con 20 equipos)
  - En torneos cortos: 38 (Clausura 2011) (Con 18 equipos)

- Mayor racha de partidos sin perder:
  - 20 (1984-85, 1990-91 y 1994-95)

- Mayor número de goles marcados en una temporada:
  - En torneos largos: 82 (1987-88)
  - En torneos cortos: 42 (Clausura 2004)

- Más triunfos en una temporada: 25, Temporada 1984-1985 y 1990-91

- Más triunfos como visitante en una temporada: 11, temporada 1984/85 (récord del fútbol mexicano)

- Más victorias consecutivas: 10, (1984/85)

- Más derrotas consecutivas: 5, (Apertura 2009)

- Más empates en una temporada:
  - En torneos largos: 16, (1989/90)
  - En torneos cortos: 11, (Clausura 2007)

- Más derrotas en una temporada: 17, (1974/75)

- Más juegos seguidos sin ganar: 14, Entre Clausura 2007 y Apertura 2007

- Menos victorias en una temporada: 1, Apertura 2013

- Menos derrotas en una temporada: 1, Guardianes 2020

- Jugador con más goles en una temporada:  Evanivaldo Castro "Cabinho" con 34 en 1976-77

- Jugador con más partidos consecutivos anotando:  Julio César Yegros: 7 (entre Jornada 17 del torneo de Invierno 2000 hasta la jornada 6 del torneo Verano 2001)

- Máximo ganador de títulos
  - Director Técnico:
    -  Bora Milutinovic 4 títulos (Liga 1980/81, Copa de Campeones de la Concacaf 1980 y 1982 y Copa Interamericana 1980)
    -  Hugo Sánchez 3 títulos: 2 Ligas (Clausura 2004 y Apertura 2004, Campeón de Campeones 2004)

  - Jugador:
    -  Sergio Bernal 5 títulos: 4 Ligas (90/91, Clau. 04, Aper. 04, Clau. 09), 1 Campeón de Campeones (2004).
    -  Darío Verón 5 títulos: 4 Ligas (Clau. 04, Aper. 04, Clau. 09, Clau. 2011), 1 Campeón de Campeones (2004).
    -  Leandro Augusto 5 títulos: 4 Ligas (Clau. 04, Aper. 04, Clau. 09, Clau. 2011), 1 Campeón de Campeones (2004).
    -  Israel Castro 5 títulos: 4 Ligas (Clau. 04, Aper. 04, Clau. 09, Clau. 2011), 1 Campeón de Campeones (2004).
    -  Efraín Velarde 5 títulos: 4 Ligas (Clau. 04, Aper. 04, Clau. 09, Clau. 2011), 1 Campeón de Campeones (2004).
    -  Alejandro Palacios 5 títulos: 4 Ligas (Clau. 04, Aper. 04, Clau. 09, Clau. 2011), 1 Campeón de Campeones (2004).
    -  Marco Palacios 5 títulos: 4 Ligas (Clau. 04, Aper. 04, Clau. 09, Clau. 2011), 1 Campeón de Campeones (2004).
    -  Ricardo Ferretti 5 títulos: 2 Ligas (1980/81, 1990/91), 2 Copa de Campeones de la Concacaf (1980, 1982), 1 Copa Interamericana (1980)

  - Jugador y Director Técnico:
    -  Hugo Sánchez 7 títulos: Como jugador 2 Ligas (1976/77, 1980/11), 1 Copa de Campeones de la Concacaf (1980), 1 Copa Interamericana (1980); Como director técnico 2 Liga (Clau. 04 y Aper. 04) y 1 Campeón de Campeones (2004-05)
    -   Ricardo Ferretti 6 títulos: Como jugador 2 Ligas (1980/81, 1990/91), 2 Copa de Campeones de la Concacaf (1980, 1982), 1 Copa Interamericana (1980); Como director técnico 1 Liga (Clausura 2009)
- Máximo goleador
  -  Evanivaldo Castro "Cabinho" 151 goles, 138 en liga y 13 en liguilla.
- Portero menos goleado:  Sergio Bernal 1.266 goles en promedio. 543 goles recibidos en 429 partidos.
- Más partidos disputados:  Darío Verón 533 partidos.[42]

## Jugadores

### Plantilla y cuerpo técnico
- De acuerdo con los reglamentos vigentes, de competencia de la Liga MX (2025-26) y de participación por formación de la FMF (2021), los equipos de la primera división están limitados a tener registrados en sus planteles un máximo de nueve jugadores no formados en México (NFM), de los cuales solo ocho pueden ser convocados por partido y únicamente siete podrán tener participación. Esta categoría de registro, no solo incluye a los extranjeros, sino también a los mexicanos por naturalización. Los jugadores que obtengan su carta de naturalización durante el torneo, permanecerán con el registro de su nacionalidad de origen hasta el certamen siguiente; no obstante, si un jugador naturalizado participa de un partido de competencia oficial con la selección mexicana, podrá ser registrado como «formado en México» para la campaña siguiente.[44][45]
- En virtud de lo anterior, la nacionalidad expuesta aquí, corresponde a la del registro formal ante la liga, indistintamente de otros criterios como doble nacionalidad, la mencionada naturalización o la representación de un seleccionado nacional distinto al del origen registrado.
- En cumplimiento de lo dispuesto por el artículo 28 del reglamento de competencia, los clubes deberán acumular un mínimo de 1170 minutos jugados por elementos formados en México (FM), nacidos a partir del 1 de enero de 2003; para ello, y de conformidad con los artículos 8, 9 y 10, podrán utilizar jugadores de sus equipos de categorías menores que participan en las Ligas de Fuerzas Básicas; o en caso de tenerlas, de sus filiales de Liga de Expansión, Liga Premier y Liga TDP. Todo lo anterior con el formato de «carnet único», es decir, la autorización formal de la FMF para jugar en todos los equipos ligados a la misma institución. Por lo cual, para los efectos de esta tabla, solo aparecerán los jugadores registrados en la fuente principal (sitio oficial de la Liga MX) para el primer equipo, y no aquellos que en el lapso del certamen disputen partidos para cumplir la regla de menores, sin estar inscritos en el plantel principal.[46]

### Altas y bajas: Apertura 2025
| Altas            | Altas         | Altas                           | Altas    |
| Jugador          | Posición      | Procedencia                     | Tipo     |
| ---------------- | ------------- | ------------------------------- | -------- |
| Aaron Ramsey     | Mediocampista | Cardiff City Football Club      | Libre    |
| Pedro Vite       | Mediocampista | Vancouver Whitecaps             | Traspaso |
| Álvaro Angulo    | Defensa       | Club Atlético Independiente     | Traspaso |
| Keylor Navas     | Portero       | Club Atlético Newell's Old Boys | Traspaso |
| Alan Medina      | Mediocampista | Querétaro Fútbol Club           | Préstamo |
| José Juan Macías | Delantero     | Club Santos Laguna              | Libre    |

| Bajas              | Bajas         | Bajas                         | Bajas                 |
| Jugador            | Posición      | Destino                       | Tipo                  |
| ------------------ | ------------- | ----------------------------- | --------------------- |
| Ricardo Galindo    | Defensa       | Atlético Morelia              | Libre                 |
| Lisandro Magallán  | Defensa       | Club Atlético Vélez Sarsfield | Recisión de contrato  |
| Alí Ávila          | Delantero     | Club de Fútbol Monterrey      | Fin de préstamo       |
| Michell Rodríguez  | Delantero     | Club de Fútbol Monterrey      | Fin de préstamo       |
| Rogelio Funes Mori | Delantero     | Club León                     | Rescisión de contrato |
| Álex Padilla       | Portero       | Athletic Club Bilbao          | Fin de préstamo       |
| Robert Ergas       | Defensa       | Bandera de ?                  | Rescisión de contrato |
| Ignacio Pussetto   | Delantero     | Club Atlético Independiente   | Traspaso              |
| Leonardo Suárez    | Mediocampista | Club Estudiantes de La Plata  | Préstamo              |

### Jugadores internacionales
| Selección | Categoría | # | Jugador(es)                                        |
| --------- | --------- | - | -------------------------------------------------- |
| México    | Absoluta  | 3 | Guillermo Martínez, Jorge Ruvalcaba, Rodrigo López |
| Perú      | Absoluta  | 1 | Piero Quispe                                       |
| Gales     | Absoluta  | 1 | Aaron Ramsey                                       |
| Panamá    | Absoluta  | 1 | Adalberto Carrasquilla                             |
| México    | Sub-23    | 2 | Pablo Monroy, Santiago Trigos                      |
| Colombia  | Sub-23    | 1 | José Caicedo                                       |
| España    | Sub-21    | 1 | Rubén Duarte                                       |
| México    | Sub-20    | 1 | Pablo Lara                                         |

Nota: en negrita jugadores parte de la última convocatoria en la correspondiente categoría.

## Máximos goleadores
- Cifras correctas desde 1964 hasta el 5 de noviembre de 2023.[actualizar]

| #  | Jugador              | Período                          | LIG | CPA | CDC | CON | LIB | INA | CPL | SCP | SPL | SUD | Total |
| -- | -------------------- | -------------------------------- | --- | --- | --- | --- | --- | --- | --- | --- | --- | --- | ----- |
| 1  | Evanivaldo Castro    | 1974-1979                        | 151 | 15  |     |     |     | 0   | 0   | 0   | 0   | 0   | 166   |
| 2  | Ricardo Ferretti     | 1978-1985 / 1990-1991            | 118 | 2   | 0   | 6   | 0   | 2   | 0   | 0   | 0   | 0   | 128   |
| 3  | Manuel Negrete       | 1979-1990 y 1991-1993            | 101 | 2   | 0   | 8   | 0   | 1   | 0   | 0   | 0   | 0   | 112   |
| 4  | Hugo Sánchez         | 1976-1981                        | 97  | 0   | 0   | 5   | 0   | 2   | 0   | 0   | 0   | 0   | 104   |
| 5  | Luis Flores          | 1979-1988                        | 95  | 2   | 0   | 4   | 0   | 0   | 0   | 0   | 0   | 0   | 101   |
| 6  | Jesús Olalde         | 1992-2000                        | 81  | 2   | 0   | 0   | 0   | 0   | 0   | 0   | 0   | 0   | 83    |
| 7  | Luis García          | 1986-1992                        | 76  | 3   | 0   | 4   | 0   | 0   | 0   | 0   | 0   | 0   | 83    |
| 8  | Enrique Borja        | 1964-1969                        | 69  | 0   | 0   | 0   | 0   | 0   | 0   | 0   | 0   | 0   | 69    |
| 9  | Mario Velarde        | 1965-1974                        | 68  | 0   | 0   | 0   | 0   | 0   | 0   | 0   | 0   | 0   | 68    |
| 10 | Juan Ignacio Dinenno | 2020-2023                        | 50  | 1   | 0   | 9   | 0   | 0   | 0   | 0   | 0   | 0   | 60    |
| 11 | Martin Bravo         | 2008-2014                        | 49  | 4   | 0   | 7   | 0   | 0   | 0   | 0   | 0   | 0   | 60    |
| 12 | Eduardo Herrera      | 2011-2013 / 2013-2016            | 40  | 7   | 0   | 7   | 2   | 0   | 0   | 0   | 0   | 0   | 56    |
| 13 | David Patiño         | 1986-1992                        | 50  | 2   | 0   | 2   | 0   | 0   | 0   | 0   | 0   | 0   | 54    |
| 14 | Jorge Campos         | 1988-1995/ 1998-1999 / 2000-2001 | 34  | 5   | 0   | 7   | 0   | 0   | 0   | 0   | 0   | 0   | 46    |
| 15 | Alberto García Aspe  | 1984-1991                        | 41  | 4   | 0   | 0   | 0   | 0   | 0   | 0   | 0   | 0   | 45    |
| 16 | Pareja López         | 1972-1981                        | 42  | 0   | 0   | 0   | 0   | 0   | 0   | 0   | 0   | 0   | 42    |
| 17 | Ismael Sosa          | 2014-2016                        | 29  | 2   | 0   | 0   | 8   | 0   | 0   | 0   | 0   | 0   | 39    |
| 18 | Dante López          | 2008- 2011/ 2014- 2016           | 29  | 5   | 0   | 4   | 0   | 0   | 0   | 0   | 0   | 0   | 38    |
| 19 | Pablo Barrera        | 2005-2010/ 2016- 2020            | 33  | 0   | 0   | 3   | 0   | 0   | 0   | 0   | 0   | 0   | 36    |
| 20 | Bruno Marioni        | 2004-2006                        | 27  | 0   | 0   | 0   | 0   | 0   | 0   | 0   | 0   | 7   | 34    |
| 21 | Carlos González      | 2018-2020                        | 32  | 2   | 0   | 0   | 0   | 0   | 0   | 0   | 0   | 0   | 34    |
| 22 | Aarón Padilla        | 1962-1975                        | 34  | 0   | 0   | 0   | 0   | 0   | 0   | 0   | 0   | 0   | 34    |
| 23 | Leonardo Cuéllar     | 1972-1978                        | 33  | 0   | 1   | 0   | 0   | 0   | 0   | 0   | 0   | 0   | 34    |
| 24 | Jorge Santillana     | 1990-1996                        | 33  | 0   | 0   | 0   | 0   | 0   | 0   | 0   | 0   | 0   | 33    |
| 25 | Javier Cortés        | 2008-2017                        | 28  | 2   | 0   | 3   | 0   | 0   | 0   | 0   | 0   | 0   | 33    |
| 26 | Juan Carlos Cacho    | 2008-2009/ 2010-2012             | 31  | 0   | 0   | 0   | 0   | 0   | 0   | 0   | 0   | 0   | 31    |
| 27 | Francisco Fonseca    | 2002-2004                        | 24  | 3   | 0   | 3   | 0   | 0   | 0   | 0   | 0   | 0   | 30    |
| 28 | Matias Britos        | 2014-2017                        | 26  | 1   | 0   | 1   | 1   | 0   | 0   | 0   | 0   | 0   | 29    |
| 29 | Francisco Palencia   | 2007-2011                        | 19  | 0   | 0   | 9   | 0   | 0   | 0   | 0   | 0   | 0   | 28    |
| 30 | Ignacio Scocco       | 2006-2008                        | 28  | 0   | 0   | 0   | 0   | 0   | 0   | 0   | 0   | 0   | 28    |

Simbología:
LIG: Liga

CPA: Copa

CDC: Campeón de Campeones

CON: Copa/Liga de Campeones de la Concacaf

LIB: Copa Libertadores

INA: Copa Interamericana

CPL: Copa Pre Libertadores

SCP: Supercopa MX

CPL: Copa Pre Libertadores e InterLiga

SPL: SuperLiga
SUD: Copa Sudamericana

### Más encuentros disputados
| Puesto | Jugador              | Periodo                       | Partidos |
| ------ | -------------------- | ----------------------------- | -------- |
| 1      | Darío Verón          | 2003-2017                     | 533      |
| 2      | Sergio Bernal        | 1988-1997 1998-2001 2003-2010 | 519      |
| 3      | Miguel España        | 1988-1994 2001-2003           | 410      |
| 4      | Héctor Sanabria      | 1965-1978                     | 405      |
| 5      | Manuel Negrete       | 1979-1990 1991-1992           | 369      |
| 6      | Leandro Augusto      | 2001-2011 / 2014              | 362      |
| 7      | Miguel Mejía Barón   | 1964-1975                     | 361      |
| 8      | Joaquín Beltrán      | 1996-2006                     | 356      |
| 9      | Genaro Bermúdez      | 1970-1981                     | 327      |
| 10     | Israel Castro        | 2002-2011                     | 324      |
| 11     | Arturo Vázquez Ayala | 1970-1979                     | 324      |

- Solo incluye Liga y Liguilla (hasta el 7/05/2017) [actualizar]

## Entrenadores
| Nombre                     | Período                          | Nombre                  | Período                          |
| -------------------------- | -------------------------------- | ----------------------- | -------------------------------- |
| Rodolfo "Butch" Muñoz      | 1954-1955                        | Donato Alonso           | 1955-1957                        |
| N/A                        | 1957-1958                        | Héctor Ortiz            | 1958-1960                        |
| Octavio Vial               | 1960-1962                        | Renato Cesarini         | 1962-1965                        |
| Ángel Papadopulos          | 1965-1966                        | Diego Mercado           | 1966-1967                        |
| Walter Ormeño              | 1967-1968                        | Árpád Fekete            | 1968-1969                        |
| Ángel Papadopulos          | 1969-1970                        | Alfonso Portugal        | 1970-1971                        |
| Ángel Zubieta              | 1971-1974                        | Carlos Iturralde Rivero | 1974-1975                        |
| Árpád Fekete               | 1975-1976                        | Jorge Marik             | 1976-1977                        |
| Bora Milutinović           | 1977-1983                        | Mario Velarde           | 1983-1987                        |
| Héctor Sanabria Mascareño  | 1987-1988                        | Miguel Mejía Barón      | 1988-1991                        |
| Ricardo Ferretti           | 1991-1996                        | Pablo Luna Gamio        | Inv 96                           |
| Luis Flores                | Inv 96 - Inv 97                  | Enrique López Zarza     | Inv 97 - Ver 98                  |
| Roberto Saporiti           | Inv 98 - Ver 99                  | Rafael Amador Flores    | Ver 99 - Ver 00                  |
| Hugo Sánchez               | Ver 00 - Inv 00                  | Miguel Mejía Barón      | Ver 01 - Inv 01                  |
| Hugo Sánchez               | Inv 01 - Ape 05                  | Miguel España           | Ape 05 - Clau 06                 |
| Guillermo Vázquez.         | Clau 06(J13-J17)                 | Ricardo Ferretti        | Ape 2006 - Bicen 2010            |
| Guillermo Vázquez          | Ape 2010 - Clau 2012             | Joaquín del Olmo        | Ape 2012(J1) - Ape 2012(J6)      |
| Juan Antonio Torres Servín | Ape 2012 (J7)                    | Mario Carrillo          | Ape 2012 (J8)- Ape 2012 (J15)    |
| Juan Antonio Torres Servín | Ape 2012 (J16) Ape 2013 (J8)     | José Luis Trejo         | Ape 2013 (J9) - Ape 2014 (J5)    |
| Guillermo Vázquez          | Ape 2014 (J6) - Clau 2016 (J17)  | Francisco Palencia      | Ape 2016 (J1) - Ape 2017 (J6)    |
| Sergio Egea                | Ape 2017 (J7) - Ape 2017 (J12)   | David Patiño            | Ape 2017 (J13) - Clau 2019 (J4)  |
| Bruno Marioni              | Clau 2019 (J5) - Clau 2019 (J17) | Michel González         | Ape 2019 (J1) - Clau 2020 (J10)  |
| Andrés Lillini             | Guard 2020 (J1) - Ape 2022 (J17) | Rafael Puente del Río   | Clau 2023 (J1) - Clau 2023 (J12) |
| Antonio Mohamed            | Clau 2023 (J13) - Ape 2023 (J17) | Gustavo Lema            | Clau 2024 (J1) - Clau 2025 (J9)  |
| Raúl Alpízar               | Clau 2025 (J9) - Clau 2025 (J10) | Efraín Juárez           | Clau 2025 (J11) - Act.           |

Nota: En negrita el director técnico que debutó al club en primera división. 

## Uniforme
A partir de la temporada 1974-75 los Pumas comenzaron a utilizar el distintivo puma gigante en el uniforme, con tres variaciones: todo en azul marino con el puma en dorado, totalmente blanco con el puma en azul (setenta y ochenta) o el puma en dorado (noventa) y uno dorado que podía ser todo en oro, o bien en combinación con medias y pantalón en azul marino (en los setenta llegaron a utilizar el azul con el puma dorado en combinación con pantalón en dorado). En la década de los 90 el uniforme dorado deja de utilizarse, permaneciendo únicamente el blanco y el azul.
En la temporada 1994-95 incorporaron rayas muy delgadas en oro al uniforme azul y en azul para el uniforme blanco. En la temporada 1995-96 entró la marca Nike como proveedor de uniformes y los diseños han variado año con año a partir de ese momento, así como los distintos proveedores (Lotto en 2002, Puma en 2009 y Nike, nuevamente, en 2014), en general se ha mantenido el puma en el uniforme, pero, por ejemplo, los  diseños de la primera época de Nike llegaron a ser criticados por el tamaño pequeño de éste. A partir de la temporada 2002, junto con la entrada de la marca Lotto, Pumas comenzó a utilizar a un patrocinador arriba del puma. En el año 2002 el uniforme dorado es retomado con motivo del 40.º aniversario del ascenso de los Pumas a la Primera División. A partir del torneo de Apertura 2006 y Clausura 2007 los universitarios vuelven a utilizar la vestimenta dorada.

### Uniformes actuales
- Uniforme local: Camiseta blanca con rayas doradas, pantalón azul marino y medias blancas
- Uniforme visitante: Camiseta azul marino, pantalón dorado y medias azul marino.
- Tercer uniforme: Por presentar.

| Primer Uniforme | Segundo Uniforme |

### Uniformes de Guardametas
| Primer Uniforme | Segundo Uniforme |

### Uniformes anteriores
- 2023-2024

| Primer Uniforme | Segundo Uniforme | Tercer Uniforme |

- 2022-2023

| Primer Uniforme | Segundo Uniforme | Tercer Uniforme |

- 2021-2022

| Primer Uniforme | Segundo Uniforme | Tercer Uniforme |

- 2020-2021

| Primer Uniforme | Segundo Uniforme | Tercer Uniforme | Portero 1.er Uniforme | Portero 2do Uniforme |

- 2019-2020

| Primer Uniforme | Segundo Uniforme | Tercer Uniforme |

- 2018-2019

| Primer Uniforme | Segundo Uniforme | Tercer Uniforme | Especial Día de Muertos |

- 2017-2018

| Primer Uniforme | Segundo Uniforme | Tercer Uniforme |

- 2016-2017

| Primer Uniforme | Segundo Uniforme | Tercer Uniforme |

- 2015-2016

| Primer Uniforme | Segundo Uniforme | Tercer Uniforme |

- 2014-2015

| Primer Uniforme | Segundo Uniforme | Tercer Uniforme |

- 2013-2014

| Primer Uniforme | Segundo Uniforme | Tercer Uniforme |

- 2012-2013

| Primer Uniforme | Segundo Uniforme | Tercer Uniforme |

- 2011-2012

| Primer Uniforme | Segundo Uniforme | Tercer Uniforme |

- 2010-2011

| Primer Uniforme | Segundo Uniforme | Tercer Uniforme |

- 2009-2010

| Primer Uniforme | Segundo Uniforme | Tercer Uniforme |

- 2008-2009

| Primer Uniforme | Segundo Uniforme | Tercer Uniforme |

- 2004-2005

| Primer Uniforme | Segundo Uniforme |

- 2003-2004

| Primer Uniforme | Segundo Uniforme |

### Evolución de los uniformes
| 1941      | 1943      | 1950      | 1953      | 1954-1959 | 1954-1959 |  |  |  |  |  |  |
| 1959-60   | 1959-60   | 1960-64   | 1964-70   | 1964-70   | 1970-74   |  |  |  |  |  |  |
| 1974-75   | 1975-1989 | 1975-1989 | 1976-1989 | 1975-1979 | 1975-1979 |  |  |  |  |  |  |
| 1990-1994 | 1990-1994 | 1990-1994 | 1995-96   | 1998-99   | 1999-2000 |  |  |  |  |  |  |

### Proveedores y patrocinadores
| Período     | Proveedor | Patrocinador principal | Patrocinador secundario | Tercer patrocinador | Cuarto patrocinador |
| ----------- | --------- | ---------------------- | ----------------------- | ------------------- | ------------------- |
| 1954 - 1995 | Ninguno   | Ninguno                | Ninguno                 | Ninguno             | Ninguno             |
| 1995 - 2000 | Nike      | Ninguno                | Ninguno                 | Ninguno             | Ninguno             |
| 2000 - 2002 | Nike      | Ninguno                | Banamex                 | Afore Banamex       | Ninguno             |
| 2002 - 2004 | Lotto     | Banamex                | Pepsi                   | Ninguno             | Ninguno             |
| 2004 - 2005 | Lotto     | Banamex                | Boletazo                | Pepsi               | Ninguno             |
| 2005 - 2006 | Lotto     | Banamex                | Martí                   | Boletazo            | Ninguno             |
| 2006 - 2007 | Lotto     | Banamex                | Boletazo                | Ninguno             | Ninguno             |
| 2007 - 2009 | Lotto     | Banamex                | Martí                   | Cablevision         | Ninguno             |
| 2009 - 2010 | Puma      | Banamex                | Martí                   | Cablevision         | Ninguno             |
| 2010 - 2011 | Puma      | Banamex                | Herbalife               | Cablevision         | Ninguno             |
| 2011 - 2012 | Puma      | Banamex                | yoo                     | Herbalife           | Ninguno             |
| 2012 - 2014 | Puma      | Banamex                | Telcel                  | Herbalife           | Ninguno             |
| 2014 - 2016 | Nike      | Banamex                | Telcel                  | Herbalife           | Ninguno             |
| 2016 - 2017 | Nike      | Banamex / DHL          | Telcel                  | Herbalife           | Ninguno             |
| 2017 - 2018 | Nike      | DHL                    | Telcel                  | Herbalife           | Corona Extra        |
| 2018 - 2019 | Nike      | DHL                    | Telcel                  | Herbalife           | Tecate              |
| 2019 - 2023 | Nike      | DHL                    | Banca Mifel             | Telcel              | Suzuki              |

### Otros Patrocinadores
| Patrocinio |
| --- |
| Estrella Blanca Primera Plus Nextel Blockbuster Roshfrans Apasco ICA ZTE Coca-Cola Berel Ciudad Maderas GNP Mobil Caliente SiSNova |

## Participaciones internacionales
| Competición                           | Edición                                                                            |
| ------------------------------------- | ---------------------------------------------------------------------------------- |
| Liga de Campeones de la Concacaf (12) | 1978, 1980, 1982, 1989, 1992, 2005, 2008-09, 2009-10, 2011-12, 2016-17, 2022, 2025 |
| Copa Libertadores (3)                 | 2003, 2006, 2016                                                                   |
| Copa Interamericana (2)               | 1980, 1989                                                                         |
| Copa Sudamericana (1)                 | 2005                                                                               |

## Palmarés

### Títulos oficiales
| Competición nacional (10)                                   | Títulos                                                                                | Subcampeonatos                                                                             |
| ----------------------------------------------------------- | -------------------------------------------------------------------------------------- | ------------------------------------------------------------------------------------------ |
| Primera División de México (7/8)                            | 1976-77, 1980-81, 1990-91, Clausura 2004, Apertura 2004, Clausura 2009, Clausura 2011. | 1967-68, 1977-78, 1978-79, 1984-85, 1987-88, Apertura 2007, Apertura 2015, Guard1anes 2020 |
| Copa México (1/0)                                           | 1974-75.                                                                               |                                                                                            |
| Campeón de Campeones (2/1)                                  | 1974-75, 2003-04.                                                                      | 2004-05.                                                                                   |
| Segunda División de México (1/0)                            | 1961-1962                                                                              |                                                                                            |
| Copa de la Segunda División de México (0/1)                 |                                                                                        | 1960-61                                                                                    |
| Campeón de Campeones de la Segunda División de México (0/1) |                                                                                        | 1961-62                                                                                    |

| Competición internacional (4)          | Títulos           | Subcampeonatos |
| -------------------------------------- | ----------------- | -------------- |
| Copa de Campeones de la CONCACAF (3/2) | 1980, 1982, 1989. | 2005, 2022.    |
| Copa Interamericana (1/1)              | 1980.             | 1989.          |
| Copa Sudamericana (0/1)                |                   | 2005.          |

### Torneos clasificatorios
- Pre Pre Libertadores (1): 2002.
- Copa Pre Libertadores (1): 2002.

### Otros torneos
- Pentagonal "Lic. Juan Fernández Albarrán": 1969.
- Torneo Cuadrangular de agosto : 1971.[49]
- Copa Coors California: 1985.[50]
- Copa Pachuca (1): 1994.[51]
- Copa Universidades de América : 2000.[52]
- Copa Dallas : 2001.[53]
- Trofeo Santiago Bernabéu (1): 2004.
- Copa Chiapas (1): 2008.[54]
- Torneo Club International: 2012.
- Trofeo Reto del Sol: 2012.
- Torneo Cotton Bowl (Detroit, EEUU): 2012.[55]
- Copa Feria de León (1): 2017.
- Trofeo 75 Aniversario Estadio Ciudad de los Deportes (1): 2021.[56]

## Filiales

### Pumas Morelos
Equipo filial que participó en la Liga de Ascenso de México.

### Pumas Naucalpan
Equipo filial que participó en la Segunda División de México. Para el Apertura 2015, se estableció que todos los equipos de la Liga MX, debían contar con una filial en la Segunda División de México, por lo que se tomó la plantilla y el cuerpo técnico de Pumas Naucalpan para fundar el Club Universidad Nacional Premier, desapareciendo así a los Pumas Naucalpan.

### Club Universidad Nacional Premier
Esta filial jugó en el Grupo 2 de la Serie A de la Segunda División de México, y fue el primer equipo que conformaba las categorías inferiores del club. Fue fundada en 2015, después de establecerse que todos los equipos de la Liga MX debían contar con una filial en la Segunda División de México. En 2020, el equipo fue descontinuado y reemplazado por los Pumas Tabasco de la Liga de Expansión MX.

### Pumas Odeyees
Recibió la certificación como filial oficial de Universidad el 4 de mayo del 2010, su ubicación es dentro del estado de Chihuahua, única escuela de fútbol certificado por Pumas en todo el estado. Actualmente coronada como campeona nacional en el Sexto torneo del Torneo Interfiliales Pumas celebrado en Cancún Quintana Roo, en el año 2012.[cita requerida]

### Club Pumas
Equipo filial que participó en el Grupo 5 de la Tercera División de México. Fueron bicampeones de la liguilla de Filiales, tras ganarla en la Temporada 2017-18 y la Temporada 2018-19.

### Pumas Tabasco
Fue el equipo filial con sede en Villahermosa, Tabasco. Fue fundado el 24 de junio de 2020 y jugó en la Liga de Expansión MX a partir del Torneo Apertura 2020, hasta clausura 2023.

### Pumas UNAM Femenil
Es el equipo representativo del Club Universidad Nacional en la Liga MX Femenil.

### Fuerzas Básicas
Son los equipos representativos del Club Universidad Nacional en la Liga de Fuerzas Básicas de México. Desde la categoría Sub-13, hasta la Sub-23. Son los actuales campeones del torneo Clausura 2025 de la categoría Sub-17.